# Idaea buchanani
Idaea buchanani là một loài bướm đêm trong họ Geometridae.